# (14393) 1990 SX6
A (14393) 1990 SX6 a Naprendszer kisbolygóövében található aszteroida. Eric Walter Elst fedezte fel 1990. szeptember 22-én.

## Kapcsolódó szócikk
- Kisbolygók listája (14001–14500)